# Layyah
Layyah es una localidad de Pakistán, en la provincia de Punyab.

## Demografía
Según estimación 2010 contaba con 83.970 habitantes.